# 菅原総合武道研究所
株式会社菅原総合武道研究所（すがわらそうごうぶどうけんきゅうじょ、Sugawara Martial Arts Institute）は、武術関連書籍の出版と道場の経営を行う日本の企業。旧社名は港リサーチ株式会社（みなとリサーチ）。
1973年、菅原鉄孝（すがわら・てつたか）により東京都港区に武道書出版社「港リサーチ」として設立された。1991年11月に東京都町田市に移転、社名を「菅原総合武道研究所」と変更し、道場経営も行うようになった。発行書籍は『武道練習』を除き全て英文書として発行され、日本国内および国外で販売された。出版社コードは持たず、日本出版貿易が発売元になっている。
合気道、香取神道流武術は菅原鉄孝が直接指導している。支部はアメリカ合衆国、カナダ、スペイン、ロシア、フィンランド、スウェーデン、マレーシア、フィリピン、韓国、ブルガリア、ギリシャなど。菅原鉄孝は健康法を重視し、合気道太極功42式、合気道返し技対練42式を創作し、海外への普及に努めている。
道場は邢雁霊 (Xing Yanling) が主宰する中国武術健身協会の本部道場となっている。協会の会員数は現在約600名。支部は国内の他スペインにある。

## 所在地
- 東京都町田市忠生3-20−13

## 出版物一覧
- 斉藤守弘著「合気道ー剣・杖・体術の理合」（Traditional Aikido-Sword Stick Body Arts）全五巻 (1973-1976)
- 大竹利典著「無形文化財 香取神道流」(The Deity and The Sword-Katori Shinto Ryu" 全三巻(1977-1978)
- 植芝盛平著「武道練習」（1978）
- 英文書 "Budo Training in Aikido" (1997)"
- Traditional Karatedo-Okinawa Goju Ryu" 全四巻（1985-1990)
- "Tai Chi Chuan-The Basic Exercises" by Xing Yanling (邢雁灵)
- "Tai Chi Sword Play and Eight Diagram Palm" by Xing Yanling (1992)
- "Chen Style T'ai Chi Chuans-36 and 56" by Xing Yanling (1993)
- "Fukien Ground Boxing" by 蔡楚賢 (Cai Chu-Xian, 1993)
- 渡辺忠成著 "Shinkage-ryu Sword Techniques-Traditional Japanese Martial Arts" Vol.1  and 2 by Tadashige Watanabe (1993)
- "Form and Will Boxing-One of the Big Three Internal Chinese Boxing Styles" 林建華 (Ling Chenhua)(1995)
- "Aikido and Chinese Martial Arts" Vol. 1 and 2 (1996-1998), 菅原鉄孝(Tetsutaka Sugawara), Mark Jones, 邢魯建 (Xing Luchian)